# Superliga hiszpańska w piłce siatkowej mężczyzn (2009/2010)
Superliga de Voleibol Masculina 2009/2010 − 46. sezon rozgrywek o mistrzostwo Hiszpanii. Zainaugurowany został 10 października 2009 roku i trwał do 1 maja 2010 roku.
W fazie zasadniczej 12 zespołów rozegra mecze system każdy z każdym, mecz i rewanż. Do fazy play-off przejdzie 8 najlepszych zespołów, gdzie rywalizować będą systemem drabinkowym.
W sezonie 2009/2010 w Lidze Mistrzów Hiszpanię reprezentować będą Unicaja Almería i CAI Teruel, w Pucharze CEV - Tarragona SPiSP i Portol Palma Majorka, a w Pucharze Challenge - Tenerife Sur.

## Drużyny uczestniczące
| Drużyna                              | Miejsce w sezonie 2008/2009 | Miasto              | Uwagi            |
| ------------------------------------ | --------------------------- | ------------------- | ---------------- |
| CAI Voleibol Teruel                  | złoto                       | Teruel              | Liga Mistrzów    |
| Unicaja Almería                      | srebro · złoto              | Almería             | Liga Mistrzów    |
| Pòrtol Palma Majorka                 | brąz                        | Palma de Mallorca   | Puchar CEV       |
| Ciudad Medio Ambiente Soria Numancia | 4                           | Soria               |                  |
| Tarragona SPiSP                      | 5                           | Tarragona           | Puchar CEV       |
| Tenerife Sur                         | 6                           | Arona               | Puchar Challenge |
| UCAM Murcia                          | 7                           | Murcja              |                  |
| Multicaja Fábregas Sport             | 8                           | Saragossa           |                  |
| FC Barcelona                         | 9                           | Barcelona           |                  |
| CV 7 Islas Vecindario                | 10                          | Vecindario          |                  |
| CV Caravaca Año Santo 2010           |                             | Caravaca de la Cruz | beniaminek       |
| CV Cajasol Puerto Real               |                             | Puerto Real         | beniaminek       |

## Faza zasadnicza

### Tabela wyników
|                                      | Teruel | Almería | Majorka | Soria | Tarragona | Tenerife | Murcia | Fábregas | Barcelona | Vecindario | Caravaca | Puerto Real |
| ------------------------------------ | ------ | ------- | ------- | ----- | --------- | -------- | ------ | -------- | --------- | ---------- | -------- | ----------- |
| CAI Voleibol Teruel                  | –      | 1:3     | 3:2     | 3:1   | 3:0       | 3:0      | 0:3    | 3:0      | 3:0       | 3:0        | 3:1      | 2:3         |
| Unicaja Almería                      | 3:0    | –       | 3:0     | 3:0   | 3:1       | 3:2      | 3:0    | 3:1      | 3:1       | 3:1        | 3:0      | 3:0         |
| Pòrtol Palma Majorka                 | 1:3    | 2:3     | –       | 3:0   | 2:3       | 3:0      | 3:2    | 2:3      | 2:3       | 3:2        | 3:2      | 3:2         |
| Ciudad Medio Ambiente Soria Numancia | 1:3    | 0:3     | 3:1     | –     | 0:3       | 3:2      | 2:3    | 3:2      | 1:3       | 1:3        | 3:1      | 3:0         |
| Tarragona SPiSP                      | 0:3    | 3:0     | 0:3     | 1:3   | –         | 3:0      | 3:1    | 3:2      | 2:3       | 2:3        | 2:3      | 1:3         |
| Tenerife Sur                         | 0:3    | 0:3     | 2:3     | 1:3   | 0:3       | –        | 3:2    | 3:1      | 2:3       | 2:3        | 3:2      | 0:3         |
| UCAM Murcia                          | 2:3    | 1:3     | 1:3     | 2:3   | 3:1       | 3:0      | –      | 3:0      | 3:1       | 3:1        | 2:3      | 3:0         |
| Multicaja Fábregas Sport             | 1:3    | 0:3     | 0:3     | 0:3   | 1:3       | 0:3      | 0:3    | –        | 3:2       | 3:2        | 0:3      | 1:3         |
| FC Barcelona                         | 1:3    | 1:3     | 3:2     | 3:1   | 1:3       | 3:0      | 3:0    | 3:1      | –         | 3:1        | 0:3      | 3:0         |
| CV 7 Islas Vecindario                | 2:3    | 0:3     | 3:2     | 1:3   | 3:0       | 3:1      | 0:3    | 3:2      | 1:3       | –          | 3:1      | 3:0         |
| CV Caravaca Año Santo 2010           | 0:3    | 0:3     | 3:2     | 3:1   | 0:3       | 3:1      | 0:3    | 1:3      | 0:3       | 1:3        | –        | 3:1         |
| CV Cajasol Puerto Real               | 2:3    | 0:3     | 3:2     | 3:1   | 0:3       | 3:2      | 2:3    | 3:1      | 1:3       | 1:3        | 3:2      | –           |

| Drużyna gospodarzy wymieniona jest po lewej stronie tabeli. zwycięstwo gospodarzy zwycięstwo gości |

### Tabela fazy zasadniczej
| Poz.                                                                                  | Klub                                 | Punkty | Mecze         | Mecze   | Mecze     | Rodzaj wyniku | Rodzaj wyniku | Rodzaj wyniku | Rodzaj wyniku | Rodzaj wyniku | Rodzaj wyniku | Sety         | Sety    | Sety      | Sety  | Małe punkty | Małe punkty | Małe punkty |
| Poz.                                                                                  | Klub                                 | Punkty | liczba meczów | wygrane | przegrane | 3:0           | 3:1           | 3:2           | 2:3           | 1:3           | 0:3           | liczba setów | wygrane | przegrane | ratio | zdobyte     | stracone    | ratio       |
| ------------------------------------------------------------------------------------- | ------------------------------------ | ------ | ------------- | ------- | --------- | ------------- | ------------- | ------------- | ------------- | ------------- | ------------- | ------------ | ------- | --------- | ----- | ----------- | ----------- | ----------- |
| 1                                                                                     | Unicaja Almería                      | 61     | 22            | 21      | 1         | 12            | 7             | 2             | 0             | 0             | 1             | 77           | 63      | 14        | 4,50  | 1879        | 1598        | 1,18        |
| 2                                                                                     | CAI Voleibol Teruel                  | 51     | 22            | 18      | 4         | 8             | 6             | 4             | 1             | 1             | 2             | 83           | 57      | 26        | 2,19  | 1938        | 1719        | 1,13        |
| 3                                                                                     | UCAM Murcia                          | 39     | 22            | 12      | 10        | 7             | 3             | 2             | 5             | 3             | 2             | 86           | 49      | 37        | 1,32  | 1915        | 1869        | 1,02        |
| 4                                                                                     | FC Barcelona                         | 39     | 22            | 14      | 8         | 4             | 6             | 4             | 1             | 5             | 2             | 87           | 49      | 38        | 1,29  | 1983        | 1922        | 1,03        |
| 5                                                                                     | Tarragona SPiSP                      | 34     | 22            | 11      | 11        | 6             | 3             | 2             | 3             | 4             | 4             | 83           | 43      | 40        | 1,08  | 1908        | 1879        | 1,02        |
| 6                                                                                     | Pòrtol Palma Majorka                 | 34     | 22            | 10      | 12        | 4             | 1             | 5             | 9             | 2             | 1             | 97           | 50      | 47        | 1,06  | 2137        | 2132        | 1,00        |
| 7                                                                                     | CV 7 Islas Vecindario                | 32     | 22            | 11      | 11        | 2             | 5             | 4             | 3             | 5             | 3             | 90           | 44      | 46        | 0,96  | 1992        | 2001        | 1,00        |
| 8                                                                                     | Ciudad Medio Ambiente Soria Numancia | 28     | 22            | 10      | 12        | 2             | 5             | 3             | 1             | 7             | 4             | 86           | 39      | 47        | 0,83  | 1921        | 1956        | 0,98        |
| 9                                                                                     | CV Cajasol Puerto Real               | 26     | 22            | 9       | 13        | 1             | 4             | 4             | 3             | 3             | 7             | 87           | 36      | 51        | 0,71  | 1897        | 2039        | 0,93        |
| 10                                                                                    | CV Caravaca Año Santo 2010           | 24     | 22            | 8       | 14        | 2             | 3             | 3             | 3             | 5             | 6             | 86           | 35      | 51        | 0,69  | 1848        | 1971        | 0,94        |
| 11                                                                                    | Tenerife Sur                         | 16     | 22            | 4       | 18        | 1             | 1             | 2             | 6             | 3             | 9             | 86           | 27      | 59        | 0,46  | 1816        | 1976        | 0,92        |
| 12                                                                                    | Multicaja Fábregas Sport             | 12     | 22            | 4       | 18        | 0             | 1             | 3             | 3             | 7             | 8             | 86           | 25      | 61        | 0,41  | 1863        | 2035        | 0,92        |
| Punktacja: 3:0 i 3:1 - 3 punkty, 3:2 - 2 punkty, 2:3 - 1 punkt, 1:3 i 0:3 - 0 punktów |                                      |        |               |         |           |               |               |               |               |               |               |              |         |           |       |             |             |             |

### Liderzy
| Kolejka | Lider           |
| ------- | --------------- |
| 1       | Unicaja Almería |
| 2       | Unicaja Almería |
| 3       | Unicaja Almería |
| 4       | Unicaja Almería |
| 5       | Unicaja Almería |
| 6       | Unicaja Almería |

## Faza play-off

### Ćwierćfinały
(do dwóch zwycięstw)
| 27.03.2010 | Unicaja Almería | 3:0 (25:12, 25:22, 25:21) | Ciudad Medio Ambiente Soria Numancia |

| 31.03.2010 | Ciudad Medio Ambiente Soria Numancia | 0:3 (22:25, 18:25, 18:25) | Unicaja Almería |

| 27.03.2010 | CAI Voleibol Teruel | 3:0 (25:13, 25:19, 25:15) | CV 7 Islas Vecindario |

| 31.03.2010 | CV 7 Islas Vecindario | 1:3 (18:25, 21:25, 26:24, 15:25) | CAI Voleibol Teruel |

| 27.03.2010 | UCAM Murcia | 0:3 (21:25, 27:29, 22:25) | Pòrtol Palma Majorka |

| 31.03.2010 | Pòrtol Palma Majorka | 3:0 (25:21, 25:20, 25:20) | UCAM Murcia |

| 28.03.2010 | FC Barcelona | 2:3 (20:25, 25:20, 26:24, 17:25, 11:15) | Tarragona SPiSP |

| 31.03.2010 | Tarragona SPiSP | 3:1 (25:23, 18:25, 25:18, 25:23) | FC Barcelona |

### Półfinały
(do trzech zwycięstw)
| 09.04.2010 | Unicaja Almería | 3:1 (20:25, 25:19, 25:23, 25:21) | Tarragona SPiSP |

| 10.04.2010 | Unicaja Almería | 3:2 (24:26, 21:25, 25:20, 25:22, 15:7) | Tarragona SPiSP |

| 16.04.2010 | Tarragona SPiSP | 2:3 (25:21, 23:25, 19:25, 25:16, 14:16) | Unicaja Almería |

| 10.04.2010 | CAI Voleibol Teruel | 3:1 (19:25, 25:20, 25:14, 25:23) | Pòrtol Palma Majorka |

| 11.04.2010 | CAI Voleibol Teruel | 3:0 (25:14, 25:21, 25:17) | Pòrtol Palma Majorka |

| 16.04.2010 | Pòrtol Palma Majorka | 1:3 (15:25, 18:25, 25:19, 18:25) | CAI Voleibol Teruel |

### Finały
(do trzech zwycięstw)
| 23.04.2010 | Unicaja Almería | 2:3 (30:32, 29:27, 26:28, 25:17, 14:16) | CAI Voleibol Teruel |

| 24.04.2010 | Unicaja Almería | 2:3 (25:18, 23:25, 25:19, 28:30, 13:15) | CAI Voleibol Teruel |

| 01.05.2010 | CAI Voleibol Teruel | 3:0 (25:21, 25:21, 25:22) | Unicaja Almería |

## Klasyfikacja końcowa
| Miejsce | Zespół                               | Uwagi                 |
| ------- | ------------------------------------ | --------------------- |
| złoto   | CAI Voleibol Teruel                  | Liga Mistrzów         |
| 2.      | Unicaja Almería                      | Puchar CEV            |
| 3.      | Tarragona SPiSP                      | Puchar Challenge      |
| 4.      | Pòrtol Palma Majorka                 | Puchar Challenge      |
| 5.      | UCAM Murcia                          |                       |
| 6.      | FC Barcelona                         |                       |
| 7.      | CV 7 Islas Vecindario                |                       |
| 8.      | Ciudad Medio Ambiente Soria Numancia |                       |
| 9.      | CV Cajasol Puerto Real               |                       |
| 10.     | CV Caravaca Año Santo 2010           |                       |
| 11.     | Tenerife Sur                         | spadek do Superliga 2 |
| 12.     | Multicaja Fábregas Sport             | spadek do Superliga 2 |